# ザ・フォロイング
『ザ・フォロイング』（The Following）は、2013年から米フォックス放送で放送されていたサスペンスドラマシリーズ。
米国ではシーズン1が2013年1月から4月まで、シーズン2が2014年1月から4月まで、シーズン3が2015年3月から5月まで放送され、その後打ち切られた。日本ではWOWOWでシーズン1が2013年7月9日から毎週火曜深夜に日本語吹替版で放送された（日本語字幕版は吹替版が放送された翌日の毎週水曜深夜に放送された）。シーズン2は同じくWOWOWで2014年7月8日から放送され、シーズン3は2015年10月13日から放送された。AXNでは2014年11月からシーズン1の放送を開始。
ケヴィン・ベーコンのテレビドラマシリーズ初主演作である。

## 内容

### シーズン1
『ザ・フォロイング』は元FBI捜査官ライアン・ハーディ（ケヴィン・ベーコン）と彼が再び刑務所から脱走したシリアルキラー ジョー・キャロル（ジェームズ・ピュアフォイ）を再逮捕しようと試みる内容で展開する。ハーディは間もなく、カリスマ性を持つキャロルには彼が教授時代に会ったり、刑務所で会ったりしたことで彼に好意を持つ人々がおり、キャロルによって狂信的な殺人カルト教団員に洗脳されていたことを知る。キャロルの息子ジョーイ（カイル・キャットレット）が父親のフォロワー（信奉者）によって誘拐された時、FBIはこれはキャロルが留置場を脱走し、ハーディを侮辱し、キャロルの元妻のクレア（ナタリー・ジー）を殺すための壮大な計画の第一歩であったと知る。その後、多くの犠牲を生みながらも、ジョーイとクレアは救出され、ハーディと一騎討ちとなったキャロルは火に巻かれて死亡、教団も崩壊する。すべてが解決したと思われた矢先、ハーディと暮らしていたクレアは、ハーディの目の前で、ハーディの隣人で実はフォロワーであるモリーに惨殺されてしまう。

### シーズン2
キャロルの死と教団の崩壊から1年後、ニューヨークの地下鉄車内でキャロルのマスクを被った3人組による無差別殺人事件が起きる。キャロルの教団による犯行と判断したFBIは、ハーディに事件の捜査に加わるように依頼するが、ハーディは非協力的な態度を示す。実はハーディはかねてよりキャロルが実は生きているのではないかと睨み、姪でニューヨーク市警の刑事であるマックスとともに教団の残党を密かに追っていたのだが、クレアの復讐を果たすために敢えて単独で捜査を続けていたのである。

## キャスト
ライアン・ハーディ
演 - ケヴィン・ベーコン、日本語吹替 - 山路和弘
元FBI捜査官→FBI捜査官。連続殺人鬼キャロルを逮捕する際に刺され、心臓に深刻な傷を負ったことでFBIを退職していたが、キャロルの脱獄に伴い、FBI長官から直接復帰を依頼される。心臓ペースメーカーを装着しているだけでなく、アルコール使用障害でもある。クレアの死後、周りにはキャロルの事件から距離を置いているように見せていたが、実はクレアの復讐を果たすために、密かに教団の残党を追い続けている。シーズン3では、FBI捜査官に復職した。
ジョー・キャロル
演 - ジェームズ・ピュアフォイ、日本語吹替 - 東地宏樹
死刑執行を目前にした死刑囚。大学教授時代に14人の女子大生を残忍な手口で殺害した連続殺人犯。エドガー・アラン・ポーに心酔している。ライアンに逮捕される際に殺し損ねた女性サラを脱獄して殺害するものの、すぐに逮捕される。しかし、その後は強烈なカリスマ性で自らの信奉者「フォロワー」に仕立て上げた者たちによる殺人を獄中で楽しみながらライアンらを翻弄する。その後、再度脱獄に成功すると隠れ家でフォロワーたちと共同生活を送る中で、元妻クレアと息子ジョーイを軟禁する。シーズン1の最後で、ハーディとの一騎討ちによって火に巻かれて死んだと見られていたが、シーズン2の第1話で実は生きていたことが明かされる。
クレア・マシューズ
演 - ナタリー・ジー、日本語吹替 - 岡寛恵
キャロルの元妻で大学教授。キャロルによる連続殺人事件を捜査中だったライアンと知り合い、その後、愛し合ったが別れる。しかし今も互いに想いを残している。キャロルとその教団による事件をきっかけにライアンと再会し、再び愛し合うようになる。キャロルがライアンとの一騎討ちの末に死ぬと、ライアンと暮らしていたが、ライアンの目の前でフォロワーに殺される。
ジョーイ・マシューズ
演 - カイル・キャトレット、日本語吹替 - 伊藤実華
キャロルとクレアの息子。キャロルのフォロワーらに誘拐される。救出された後は証人保護プログラムによって密かに暮らしている。
マックス・ハーディ
演 - ジェシカ・ストループ、日本語吹替 - 東條加那子
ライアンの姪。ニューヨーク市警情報分析課の刑事。ライアンに協力。シーズン2から登場。
リリー・グレイ
演 - コニー・ニールセン、日本語吹替 - 萩尾みどり
地下鉄で起きた多重殺人事件の唯一の生存者。画商。ライアンに興味を持って近付くが、実はキャロルの信奉者で、キャロルとは別に自らカルト教団を率いている。シーズン2から登場。
グウェン
演 - ズレイカ・ロビンソン、日本語吹替 - 林真理花
ライアンの新しい恋人で医師。シーズン3から登場。
アーサー・ストラウス
演 - グレッグ・ヘンリー、日本語吹替 - 佐々木敏
キャロルを殺人鬼に育てた師。ライアンに逮捕され、裁判を前に収監中。
テオ・ノーブル
演 - マイケル・イーリー、日本語吹替 - 川島得愛
ストラウスの一番弟子とされる殺人鬼。天才的なハッキング能力と殺人スキルを持つ。シーズン3から登場。

### FBI
デブラ・パーカー
演 - アニー・パリッセ、日本語吹替 - 藤本喜久子
FBI捜査官。捜査の指揮を執る。カルト教団に関わる犯罪捜査を専門とする。ライアンに懐疑的。事件捜査の過程で教団員に拉致され、地中に埋められて死ぬ。
マイク・ウェストン
演 - ショーン・アシュモア、日本語吹替 - 下崎紘史
FBI若手捜査官。FBIアカデミー時代にキャロルの事件を研究。ライアンを尊敬している。デブラを死なせてしまったことに強い罪の意識を感じ、教団が再び活動を始めると、事件捜査に積極的に加わるが、捜査に非協力的なライアンに不信感を抱くようになる。シーズン2でマックスと恋人同士になるが、シーズン3開始時点で破局している。
トロイ・ライリー
演 - ビリー・ブラウン
FBI捜査官。容疑者の妻を保護中に殺害される。
ジーナ・メンデス
演 - ヴァレリー・クルス、日本語吹替 - 日下由美
FBI捜査官。捜査の指揮を執る。シーズン2から登場。
トム・レイエス
演 - ベンガ・アキナベ、日本語吹替 - 金城大和
マックスの現在の恋人。人質救出部隊に所属。シーズン3から登場。

### 信奉者（フォロワー）
エマ・ヒル（偽名：デニース・ハリス）
演 - ヴァロリー・カリー、日本語吹替 - 佐古真弓
フォロワーたちのリーダー格の女。キャロルのフォロワーになった後、自分を蔑んでいた実母を殺害した。ベビーシッターとしてクレアの家に潜り込み、クレアを完全に信用させた後にジョーイを誘拐する。教団崩壊後は教団の残党とともに隠れて暮らしている。
ジェイコブ・ウェルズ（偽名：ウィル・ウィルソン）
演 - ニコ・トルトレッラ、日本語吹替 - 早志勇紀
学校教師としてサラの隣家に潜伏していた男。エマと愛し合っている。他のフォロワーたちとは異なり、本当は殺人の経験がないことを隠している。重傷を追ったポールに頼まれて彼を殺すが、その後はポールの幻を見るようになり、精神的に追いつめられた末に殺される。
ポール・トーレス（偽名：ビリー・トーマス）
演 - エイダン・カント、日本語吹替 - 松本忍
IT技術者としてサラの隣家に潜伏していた男。3年間、サラを信用させるためにジェイコブとゲイカップルのふりをしていたが、実はジェイコブを本気で愛しており、2人の間には肉体関係がある。逃亡中に撃たれて重傷を追うと、足手まといになることを拒み、自らの希望で愛するジェイコブに殺される。

### その他
マーク / ルーク兄弟
演 - サム・アンダーウッド、日本語吹替 - 入野自由
双子の殺人鬼。地下鉄無差別殺人事件の犯人。リリーの息子。シーズン2から登場。
ジゼル
演 - カミーユ・ド・パズイ
マークとルーク兄弟の仲間。リリーのフォロワー。シーズン2から登場。
ジュディ
演 - キャリー・プレストン
キャロルを1年間匿っていた女性。キャロルの信奉者だが教団とは無関係。キャロルを更生させようとしていたものの、結局、キャロルに感化された娘マンディに刺し殺される。シーズン2から登場。
マンディ・ラング
演 - ティファニー・ブーン、日本語吹替 - 大室佳奈
ジュディの娘。アフリカ系。キャロルを父のように慕い、ジュディを殺してキャロルと行動を共にする。シーズン2から登場。
キャリー・クック
演 - スプレイグ・グレイデン、日本語吹替 - 宮島依里
キャロルと教団の犯行について本を書いた女性記者。ライアンと共に教団を追う。シーズン2から登場。
カイル・ロック
演 - ハンター・パリッシュ、日本語吹替- 山本匠馬
マークと行動を共にする殺人鬼。
デイジー・ロック
演 - ルース・カーニー、日本語吹替 - 田野アサミ
カイルの妻。マークと行動を共にする殺人鬼。

## エピソード一覧

### シーズン1（2013年）
| 通算 | 話数 | タイトル         | 原題              | 監督                                  | 米国放送日    | 視聴者数 (万人) |
| ---- | ---- | ---------------- | ----------------- | ------------------------------------- | ------------- | --------------- |
| 1    | 1    | 洗脳殺人鬼の計画 | Pilot             | Marcos Siega                          | 2013年1月21日 | 1,042           |
| 2    | 2    | 血の第2章        | Chapter Two       | Marcos Siega                          | 2013年1月28日 | 1,010           |
| 3    | 3    | ポーの仮面       | The Poet's Fire   | Liz Friedlander                       | 2013年2月4日  | 901             |
| 4    | 4    | 狂える愛         | Mad Love          | Henry Bronchtein                      | 2013年2月11日 | 879             |
| 5    | 5    | 包囲網           | The Siege         | Phil Abraham                          | 2013年2月18日 | 839             |
| 6    | 6    | 招かれた訪問者   | The Fall          | Marcos Siega                          | 2013年2月25日 | 858             |
| 7    | 7    | 檻を開ける鍵     | Let Me Go         | ニック・ゴメス                        | 2013年3月4日  | 881             |
| 8    | 8    | 漆黒なる快感     | Welcome Home      | Joshua Butler                         | 2013年3月11日 | 815             |
| 9    | 9    | 愛の鋭利         | Love Hurts        | Marcos Siega & アダム・デヴィッドソン | 2013年3月18日 | 834             |
| 10   | 10   | 死の大渦         | Guilt             | Joshua Butler                         | 2013年3月25日 | 666             |
| 11   | 11   | 鞭と悔恨         | Whips and Regret  | Marcos Siega                          | 2013年4月1日  | 657             |
| 12   | 12   | 忌まわしい落下   | The Curse         | David Von Ancken                      | 2013年4月8日  | 630             |
| 13   | 13   | 崩壊の影         | Havenport         | Nicole Kassell                        | 2013年4月15日 | 636             |
| 14   | 14   | 早すぎた埋葬     | The End is Near   | Joshua Butler                         | 2013年4月22日 | 704             |
| 15   | 15   | 灯台             | The Final Chapter | Marcos Siega                          | 2013年4月29日 | 782             |

### シーズン2（2014年）
| 通算 | 話数 | タイトル             | 原題          | 監督                   | 米国放送日    | 視聴者数 (万人) |
| ---- | ---- | -------------------- | ------------- | ---------------------- | ------------- | --------------- |
| 16   | 1    | 復活の時             | Resurrection  | Marcos Siega           | 2014年1月19日 | 1,118           |
| 17   | 2    | 祝福                 | For Joe       | Joshua Butler          | 2014年1月27日 | 602             |
| 18   | 3    | スタンド・バイ・ミー | Trust Me      | Liz Friedlander        | 2014年2月3日  | 584             |
| 19   | 4    | 蠢く家族             | Family Affair | Marcos Siega           | 2014年2月10日 | 476             |
| 20   | 5    | 映る影               | Reflection    | Nicole Kassell         | 2014年2月17日 | 519             |
| 21   | 6    | 闇への飛翔           | Fly Away      | Rob Seidenglanz        | 2014年2月24日 | 461             |
| 22   | 7    | 愛の教団             | Sacrifice     | アダム・デヴィッドソン | 2014年3月3日  | 516             |
| 23   | 8    | 導かれし者           | The Messenger | Marcos Siega           | 2014年3月10日 | 486             |
| 24   | 9    | 仮面の下             | Unmasked      | Nicole Kassell         | 2014年3月17日 | 395             |
| 25   | 10   | 背徳の手解き         | Teacher's Pet | Marcos Siega           | 2014年3月24日 | 407             |
| 26   | 11   | 蘇る女               | Freedom       | Liz Friedlander        | 2014年3月31日 | 417             |
| 27   | 12   | 届かぬ祈り           | Betrayal      | Marcos Siega           | 2014年4月7日  | 441             |
| 28   | 13   | 報いの谷             | The Reaping   | Joshua Butler          | 2014年4月14日 | 436             |
| 29   | 14   | 静かなる礼拝         | Silence       | Steve Shill            | 2014年4月21日 | 442             |
| 30   | 15   | 贖罪                 | Forgive       | Marcos Siega           | 2014年4月28日 | 481             |

### シーズン3（2015年）
| 通算 | 話数 | タイトル     | 原題               | 監督            | 米国放送日    | 視聴者数 (万人) |
| ---- | ---- | ------------ | ------------------ | --------------- | ------------- | --------------- |
| 31   | 1    | 新たなる血   | New Blood          | Marcos Siega    | 2015年3月2日  | 486             |
| 32   | 2    | 箱の中の男   | Boxed In           | Rob Seidenglanz | 2015年3月9日  | 351             |
| 33   | 3    | 綻ぶ嘘       | Exposed            | Gary Love       | 2015年3月16日 | 353             |
| 34   | 4    | 殺人の企み   | Home               | Nicole Kassell  | 2015年3月23日 | 393             |
| 35   | 5    | 不都合な証人 | A Hostile Witness  | Marcos Siega    | 2015年3月23日 | 375             |
| 36   | 6    | 再会の償い   | Reunion            | Mary Harron     | 2015年3月30日 | 328             |
| 37   | 7    | 姿なき狩人   | The Hunt           | Sylvain White   | 2015年4月6日  | 295             |
| 38   | 8    | 葬られた顔   | Flesh & Blood      | Marcos Siega    | 2015年4月13日 | 346             |
| 39   | 9    | 闇の配達人   | Kill the Messenger | David Tuttman   | 2015年4月20日 | 341             |
| 40   | 10   | 大鴉         | Evermore           | David McWhirter | 2015年4月27日 | 346             |
| 41   | 11   | 悪魔の誘惑   | Demons             | Marcos Siega    | 2015年5月4日  | 322             |
| 42   | 12   | 断崖         | The Edge           | Nicole Kassell  | 2015年5月11日 | 321             |
| 43   | 13   | 幸福な取引   | A Simple Trade     | Marcos Siega    | 2015年5月11日 | 307             |
| 44   | 14   | 死線の果て   | Dead or Alive      | Rob Seidenglanz | 2015年5月18日 | 313             |
| 45   | 15   | 審判         | The Reckoning      | Marcos Siega    | 2015年5月18日 | 305             |